# Galina Viuzjanina
Galina Viuzjanina, född den 3 augusti 1952, är en sovjetisk landhockeyspelare.
Hon tog OS-brons i damernas landhockeyturnering i samband med de olympiska landhockeytävlingarna 1980 i Moskva.